# Montanoa atriplicifolia
Montanoa atriplicifolia là một loài thực vật có hoa trong họ Cúc. Loài này được Christiaan Hendrik Persoon mô tả khoa học đầu tiên năm 1807 dưới danh pháp Verbesina atriplicifolia. Năm 1856 Carl Heinrich 'Bipontinus' Schultz chuyển nó sang chi Montanoa, nhưng sử dụng cách viết chính tả là Montagnea như là Montagnea atriplicifolia. Năm 1887 Friedrich Wilhelm Klatt sửa lại thành Montanoa atriplicifolia.

## Phân bố
Loài bản địa khu vực từ đông nam México tới Belize, Costa Rica, El Salvador, Guatemala, Honduras và Nicaragua.

## Lưu ý
IPNI ghi nhận Verbesina atriplicifolia do Jean Louis Marie Poiret công bố ngày 22-8-1808, nhưng công bố này là muộn hơn của Christiaan Hendrik Persoon.